# 銀シャリのほくほくマネーラジオ
『銀シャリのほくほくマネーラジオ』は、ニッポン放送で2019年10月3日から2020年12月27日まで放送されていた情報バラエティ番組。

## 概要
ニッポン放送は2019年下半期番組編成にて、同局で『オールナイトニッポン』のスペシャルパーソナリティを複数回務めた銀シャリの冠番組である当該番組を編成。番組構成は、冠スポンサー社の事業である「お金との新しいお付き合いの仕方」をテーマに構成されている。
2020年上半期番組編成については、新型コロナウイルスによる社会・経済的影響で通常のナイターイン編成とはイレギュラーな編成となったため、6月21日以後については、ニッポン放送では『ショウアップナイター』のレギュラーシーズン終了まで編成される事は無かった。その為、実質的にPodcast番組への扱いになっていた。
同年11月以後に編成が復活したが、12月20日放送分の番組終盤に突如、翌週放送分にて当該番組の最終回が告知され、番組終了。同放送時間枠の後継番組として、提供社の社長とその社長の知己である元内閣総理大臣秘書官とのトーク番組が編成されることとなる。

## 放送時間

### 放送終了時点
- 日曜 20:00 - 20:30 - 2020年11月15日 - 12月27日

### 過去
- 木曜 21:00 - 21:30 - 2019年10月3日 - 2020年3月26日
- 日曜 18:50 - 19:20 - 2020年4月4日 - 10月26日

## ネット局

### 過去
- ラジオ沖縄：月曜 21:00 - 21:30 - 2020年3月30日 - 9月28日

## 出演者

### パーソナリティ
- 銀シャリ（鰻和弘、橋本直）

## コーナー

### 放送終了時点
- 君の目がぁ

「まちがいさがし」（菅田将暉）のサビの歌い出しである「君の目がぁ!」 がカットインして来たら気持ちの良い、日常のワンシーンを募る。
- シーン

ドラマによくある、他人に理解して欲しい「好きなシーン」を募る。
- 細かい

日常生活の中で、細かいことだけど気になってしまうアレコレを募る。
- 鰻機長の“エピソードで世界一周”

番組パーソナリティとリスナーで「世界のどっかに旅行した気分を味わおう!」をコンセプトに、ちょっとだけお金の話が入っている「海外旅行」に纏わるエピソードを募る。

### 過去
- イチから学ぶ! マネー用語講座!

提供社の事業である投資事業に纏わる経済用語が横文字で由縁で生成されていることもあり、お題となる「マネー用語」を出題し、リスナーに対して、そのワードが持つ意味を予想した回答を募る。
- 鰻の運気うなぎのぼりのコ～ナ～

鰻の持論である金儲けに1番必要であるモノが「運」であると主張しているので、「運」を引き寄せるために、リスナーが実践しているゲン担ぎやおまじない等の行動を募る。

## スタッフ

### 過去

#### ディレクター
- 石井玄 - 2019年10月 - 2020年6月